# Ruta Estatal de California 78
La Ruta Estatal 78 (SR 78) es una carretera estatal en el estado de California que pasa desde Oceanside al este de Blythe, y atraviesa todo el estado de este a oeste. Su terminal occidental está en la Interestatal 5 (I-5) en el condado de San Diego y su terminal oriental se encuentra en la Interestatal 10 en el condado de Riverside. La ruta pasa sobre ciudades densamente pobladas del norte del condado de San Diego, pasando por unas montañas hasta llegar a Julian. Después, la Ruta Estatal 78 entra en el condado de Imperial y pasa sobre el desierto del Mar Salton girando finalmente al norte en Blythe.
La Ruta Estatal 78 fue una de las primeras carreteras estatales que fue asignada por el estado de California en 1934, aunque parte de la ruta ya existía desde 1900. Sin embargo, el primer tramo de la carretera que pasó al estado fue al norte de Brawley en 1959. La sección de la autovía en el Norte del Condado de San Diego que conecta a Oceanside y Escondido ha sido mejorada muchas veces, y hay muchos proyectos previstos para mejorar la autopista debido a la creciente congestión en la región. Una autopista de circunvalación de la ciudad de Brawley está también en construcción.
Esta ruta es parte del Sistema de Autovías y Vías Expresas de California, aunque sólo en la sección  metropolitana de la Ruta Estatal 78 es una autovía. La sección de la Ruta Estatal 78 desde la intersección oriental de la Ruta Estatal 79 a la intersección occidental SR 86 es legalmente eligible para el Sistema Estatal de Carreteras Escénicas; sin embargo, sólo la sección en Parque Estatal del Desierto de Anza Borrego fue oficialmente designada al sistema.

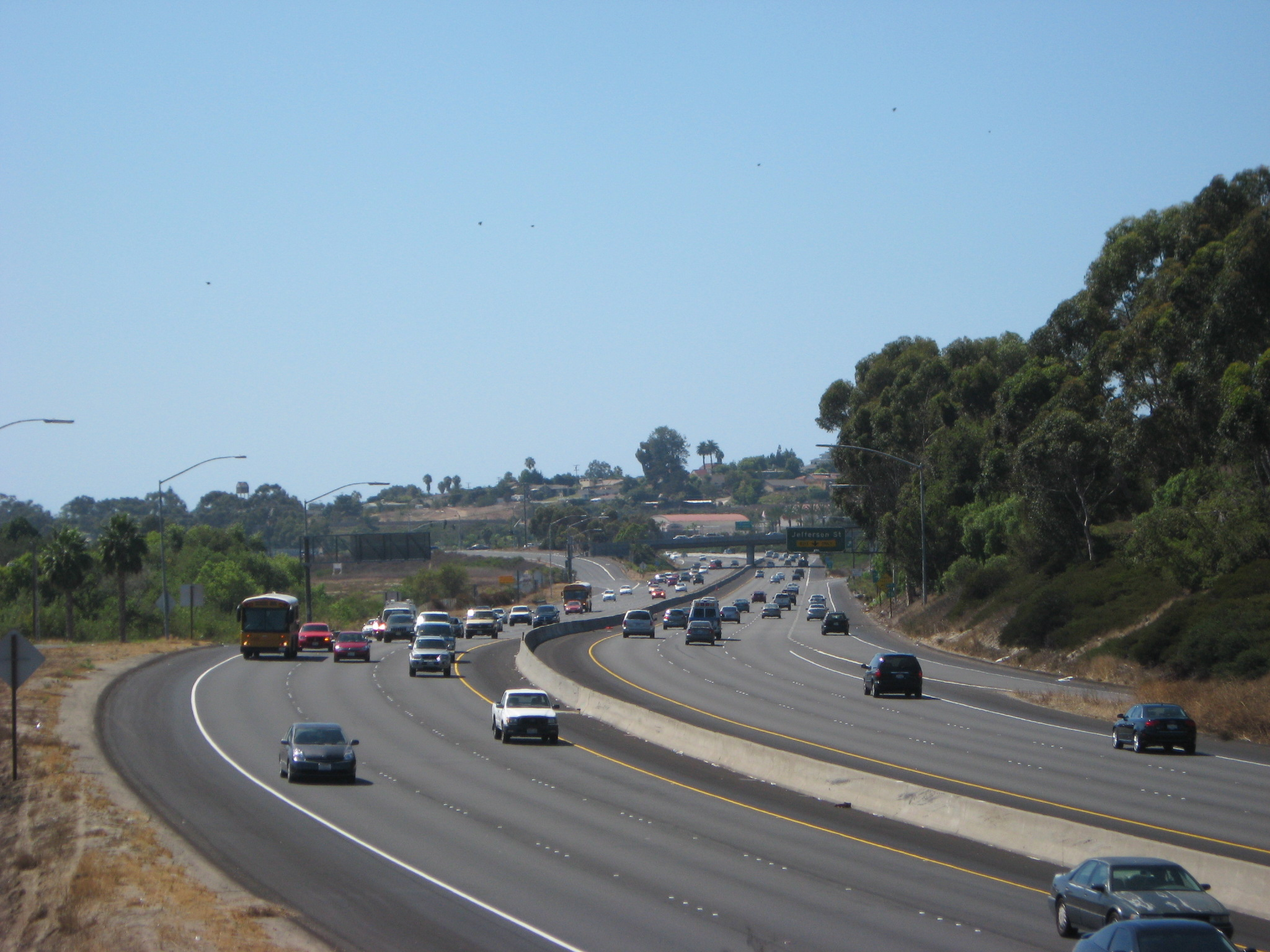
SR 78 y El Camino Real
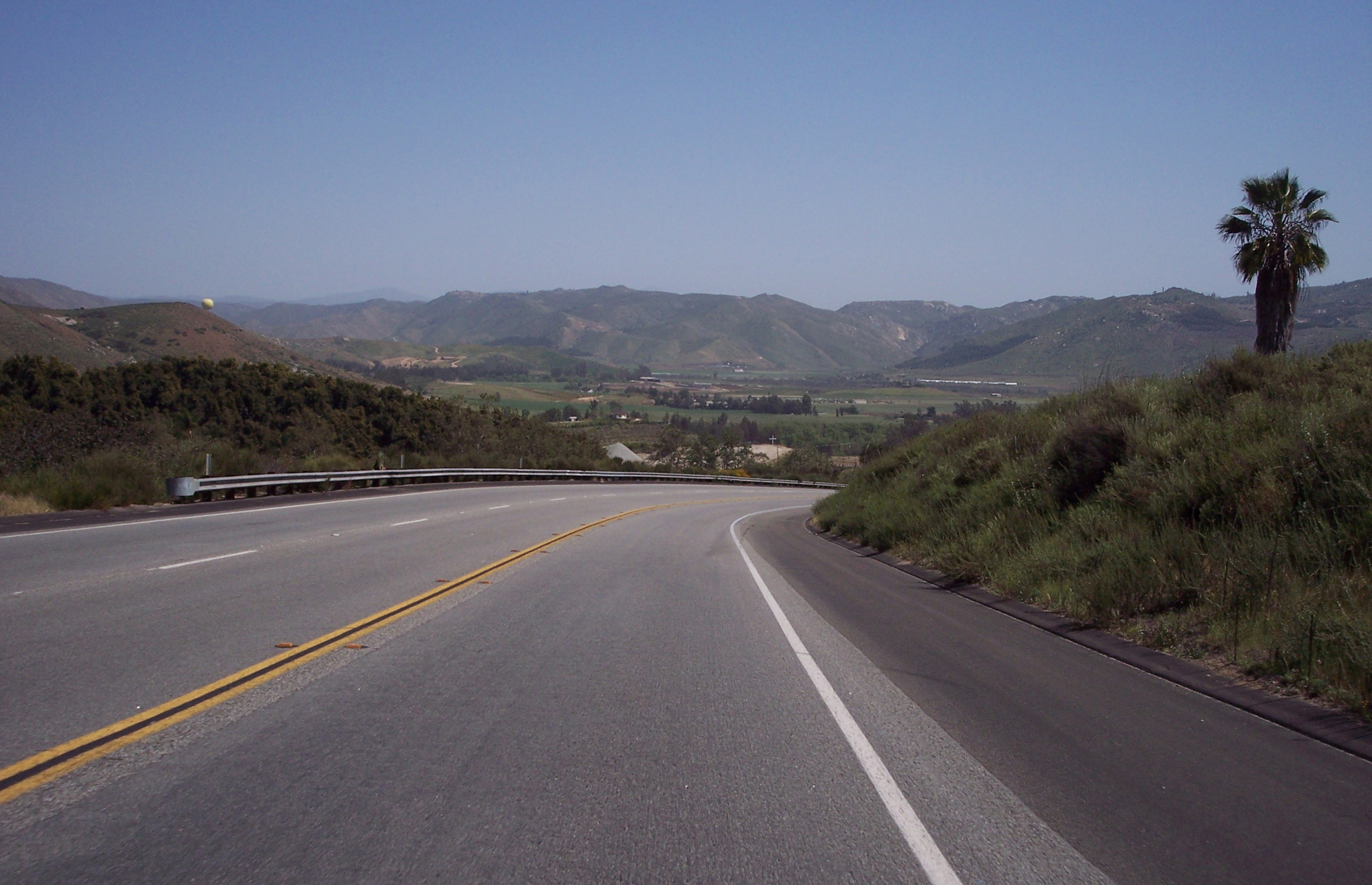
SR 78 al este de Escondido
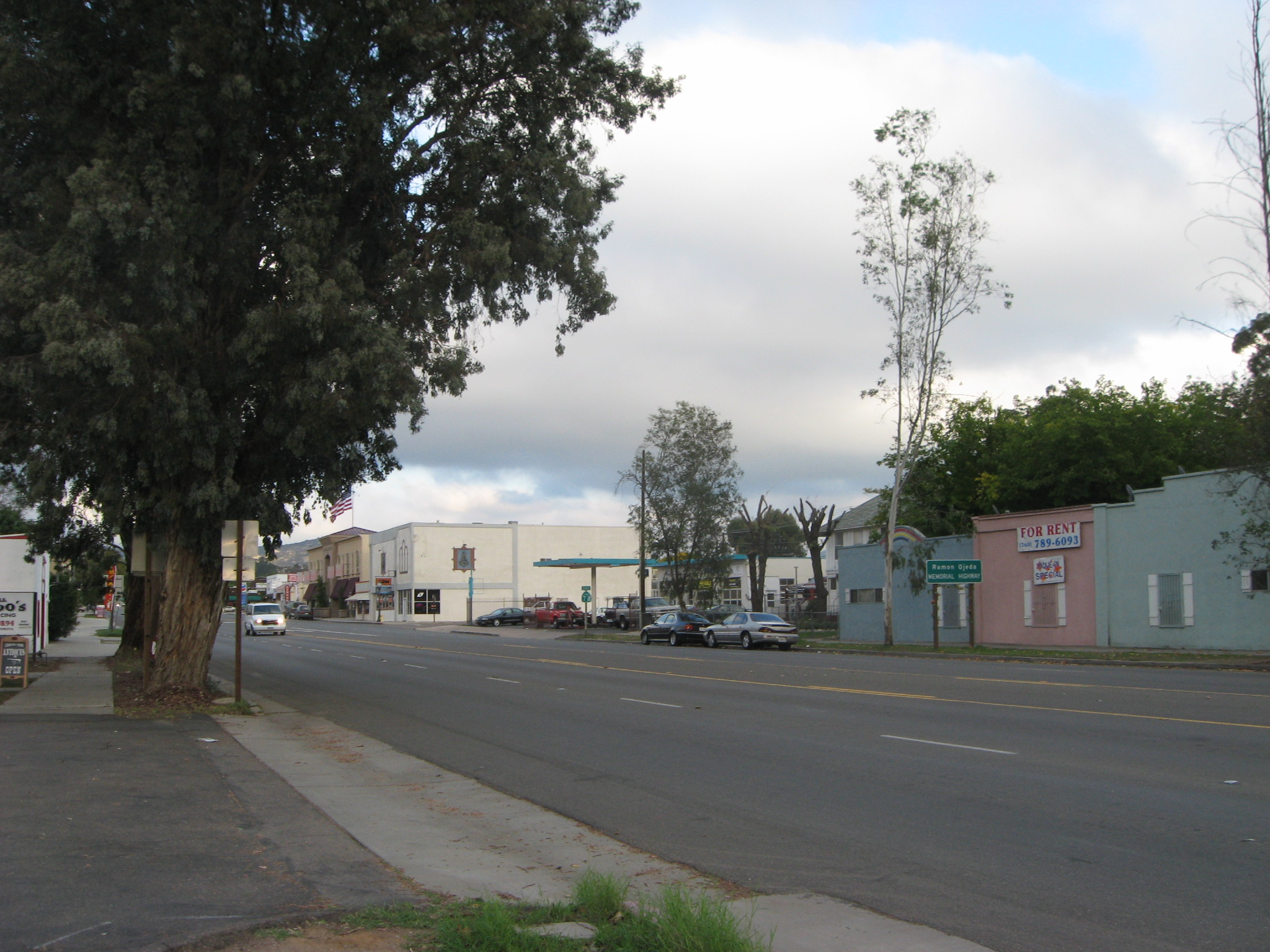
SR 78 en Ramona
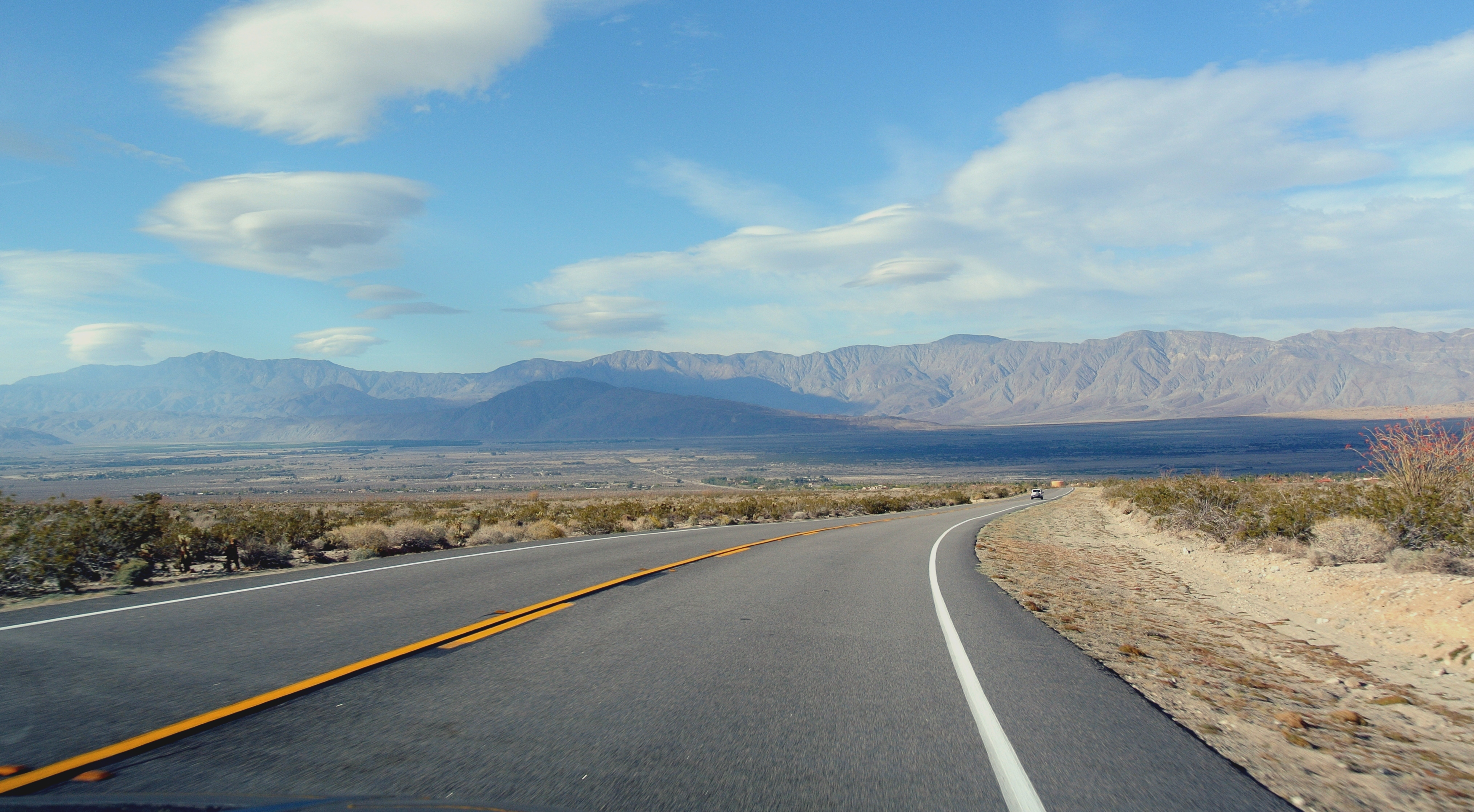
SR 78 en el Parque Estatal del Desierto de Anza Borrego